# Trois Bagues au doigt
Pour les articles homonymes, voir Marry Me.
Trois Bagues au doigt (Marry Me) est une mini-série américaine  réalisée par James Hayman, diffusée les 12 et 13 décembre 2010 sur Lifetime.

## Synopsis
Rae, assistante sociale, rêve d'un conte de fées parfait. Hélas pour elle, elle découvre son petit ami dans les bras d'une autre. Elle fait alors la rencontre d'un séduisant homme prénommé Luke. Mais lorsque leur relation évolue et que Luke lui demande de l'épouser, son ancien petit ami Adam, revient vers elle en s'excusant et la demande en mariage...

## Fiche technique
- Titre original : Marry Me
- Réalisation : James Hayman
- Scénario : Barbara Hall
- Photographie : Neil Roach
- Musique : Jonathan Grossman
- Pays : États-Unis
- Durée : 169 minutes

## Distribution
- Lucy Liu (VF : Laëtitia Godès) : Rae Ann Carter Maynard [2]
- Steven Pasquale (VF : Ludovic Baugin) : Luke Maynard[2]
- Bobby Cannavale (VF : Patrice Baudrier) : Adam[2]
- Enrique Murciano (VF : Olivier Jankovic) : Harry[2]
- Danielle Nicolet (VF : Chantal Baroin) : Candace
- Vanessa Marano (VF : Maïa Michaud) : Imogen Hicks
- David Andrews (VF : Nicolas Marié) : Swan Carter
- Annie Potts (VF : Marie-Martine) : Vivienne Carter[2]
- Elizabeth Bogush (en) (VF : Laurence Dourlens) : Trudy Rumson
- Burgess Jenkins (VF : Antoine Nouel) : Jeff Rumson
- Kenny Alfonso (VF : Patrick Pellegrin) : Jack
- Javier Carrasquillo (en) (VF : Jean Rieffel) : Ward
- Susan Mansour (VF : Coco Noël) : la juge Barbour
- Elisabeth Omilami (en) (VF : Michèle Bardollet) : Kim

 Source et légende : version française (VF) sur RS Doublage

## Accueil
La première partie a été vue par 1,658 million de téléspectateurs lors de sa première diffusion, et la deuxième partie, 1,836 million de téléspectateurs.